# Glansbandet
Glansbandet är en svensk studentorkester i Uppsala. Bandet bildades 1981 som "Uppsalamedicinarnas storband". Bandet spelar främst storbandsjazz men även soul och rock från 1960-talet och 1970-talet. Initiativtagare var Medicinska föreningen genom Leif Eriksson och Göran Rehn.